# 南夏墅街道
南夏墅街道是中华人民共和国江苏省常州市武进区下辖的一个街道办事处。

## 行政区划
南夏墅街道下辖以下村级行政区划单位：
庙桥社区（含庙桥村村委）、南夏墅社区（含南夏墅村村委）、邱墅社区、东庄社区、古方社区、中天名园社区、南河社区、南苑社区、贺北社区、十里社区、龚家社区、学府东苑社区、南淳家园社区、南湖家苑社区、大学新村三社区、新城域社区、马杭村、桐庄村、河东村、戴家头村、塘洋村、石柱塘村、港桥村、新联村、华阳村、九华村、胜西村、万塔村和三河村。